# Cristóbal López Romero

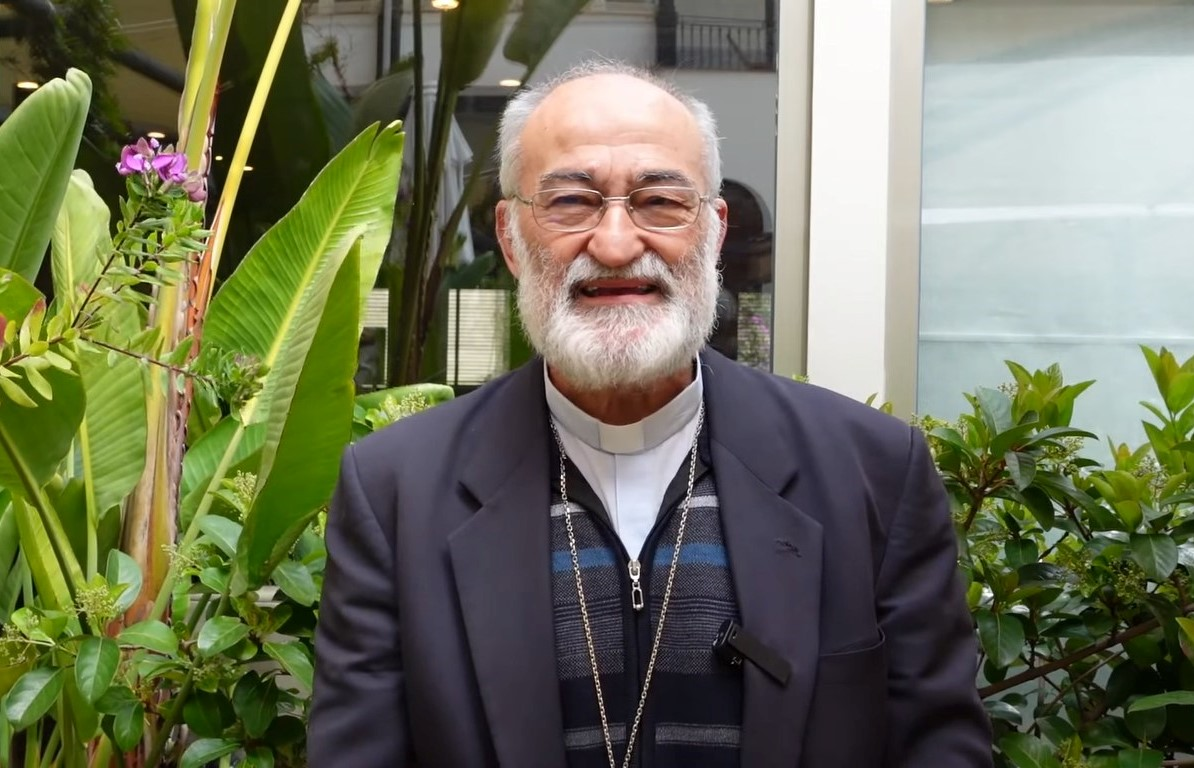
Erzbischof Cristóbal Kardinal López Romero SDB (2022)

Kardinalswappen von Erzbischof Cristóbal López Romero SDB

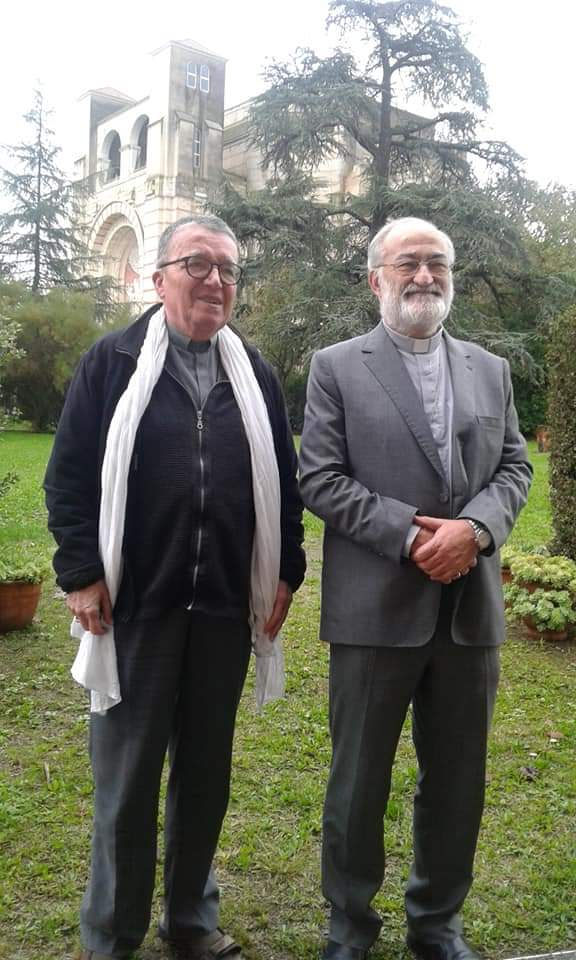
Erzbischof Cristóbal López Romero SDB (r.) mit seinem Vorgänger Vincent Landel SCJBeth

Cristóbal Kardinal López Romero SDB (* 19. Mai 1952 in Vélez-Rubio, Provinz Almería) ist ein spanischer Ordensgeistlicher und römisch-katholischer Erzbischof von Rabat.

## Leben
Cristóbal López Romero trat 1964 in die Ordensgemeinschaft der Salesianer Don Boscos ein. Er legte am 16. August 1968 die zeitliche und am 2. August 1974 die ewige Profess ab. Am 19. Mai 1979 empfing er in Barcelona durch den Erzbischof von Barcelona, Narciso Kardinal Jubany, das Sakrament der Priesterweihe. Er war anschließend im Auftrag seines Ordens in Paraguay, Marokko und Bolivien tätig.
Am 29. Dezember 2017 ernannte Papst Franziskus ihn zum Erzbischof von Rabat. Die Bischofsweihe spendete ihm am 10. März des darauffolgenden Jahres in der Kathedrale St. Pierre in Rabat der Erzbischof von Barcelona, Juan José Kardinal Omella Omella; Mitkonsekratoren waren der Alterzbischof von Sevilla, Carlos Kardinal Amigo Vallejo, und der Apostolische Nuntius in Marokko, Erzbischof Vito Rallo. Sein Wahlspruch Adveniat regnum tuum („Dein Reich komme“) stammt aus dem Vaterunser Mt 6,10 . Vom 24. Mai 2019 bis zum 25. Februar 2022 war Cristóbal López Romero zusätzlich Apostolischer Administrator des vakanten Erzbistums Tanger. Seit 2022 ist Cristóbal López Romero Präsident der Regionalen Bischofskonferenz von Nordafrika.
Am 1. September 2019 kündigte Papst Franziskus an, Erzbischof Cristóbal López Romero am 5. Oktober desselben Jahres zum Kardinal kreieren zu wollen. Im Konsistorium vom 5. Oktober 2019 nahm er ihn als Kardinalpriester mit der Titelkirche San Leone Magno in das Kardinalskollegium auf. Die Besitzergreifung seiner Titelkirche fand am 16. Februar des darauffolgenden Jahres statt. Am 21. Februar 2020 ernannte ihn Papst Franziskus zum Mitglied des Päpstlichen Rates für den Interreligiösen Dialog und am 1. Juni 2022 zum Mitglied der Kongregation für den Gottesdienst und die Sakramentenordnung.
Am 24. Juni 2025 berief ihn Papst Leo XIV. zum Mitglied des Dikasteriums für die Institute geweihten Lebens und für die Gesellschaften apostolischen Lebens.